# Kościół św. Katarzyny Aleksandryjskiej w Brzyskorzystwi
Kościół świętej Katarzyny Aleksandryjskiej w Brzyskorzystwi – rzymskokatolicki kościół parafialny należący do parafii pod tym samym wezwaniem (dekanat żniński archidiecezji gnieźnieńskiej).
Jest to świątynia wzniesiona w latach 1826-1828. Wybudowano ją w konstrukcji szkieletowej (szachulcowej). Budowla jest orientowana, jednonawowa, posiada trójbocznie zamknięte prezbiterium, do którego od strony południowej jest dostawiona murowana zakrystia z lat trzydziestych ubiegłego stulecia. Od strony zachodniej nad szczytem nawy dobudowana została kwadratowa wieża nakryta baniastym dachem hełmowym z latarnią. Na hełmie znajduje się żelazny krzyż umieszczony na kuli. Wnętrze kościoła hest nakryte płaskim stropem. Do elementów wyposażenia świątyni należą m.in. neobarokowy ołtarz główny z początku XIX wieku, ozdobiony obrazem patronki – świętej Katarzyny Aleksandryjskiej, ołtarz boczny, reprezentujący styl gotycki, ozdobiony obrazami Przemienienia Pańskiego i Niepokalanego Poczęcia Najświętszej Maryi Panny, dwa dzwony o imionach: św. Wojciech i św. Katarzyna.